# Leptictidae
Leptictidae — викопна родина ссавців вимерлого ряду Лептиктиди (Leptictida). Систематичні зв'язки у середині родини та з іншими близькими формами погано досліджені. Вели спосіб життя подібний до сучасних землерийок. Родина існувала протягом палеогену.

## Роди
- Blacktops[1]
- Leptictis
- Megaleptictis
- Myrmecoboides
- Ongghonia
- Palaeictops
- Prodiacodon
- Xenacodon